# A Committee-Man of "The Terror"
A Committee-Man of "The Terror" is een kort verhaal uit 1895 van de Engelse schrijver Thomas Hardy. Het werd voor het eerst gepubliceerd in The Illustrated London News van 22 november 1896, met een titelvignet en twee andere illustraties van de hand van H. Burgess. Vervolgens werd het opgenomen in de verhalenbundel A Changed Man and Other Tales, die in 1913 werd uitgebracht in Groot-Brittannië en de Verenigde Staten.

## Achtergrond
Het verhaal speelt zich zoals gebruikelijk af in Hardy's fictieve graafschap Wessex, in dit geval in de mondaine badplaats Budmouth (in werkelijkheid Weymouth in Dorset) waar koning George III en zijn gevolg de zomermaanden doorbrachten. De gebeurtenissen vinden plaats in de periode 1802 - 1803, als er ten gevolge van de Vrede van Amiens enige tijd rust lijkt te zijn in de vijandelijkheden tussen Engeland en Frankrijk. De twee hoofdpersonen zijn beide van Franse afkomst en als de spanningen toenemen maakt dat hun status niet bepaald aantrekkelijk.

## Titel
The Terror in de titel van het verhaal verwijst naar de periode van de Terreur tijdens de Franse Revolutie. De term committee-man is in dit geval de aanduiding voor een persoon die in die periode betrokken was bij het Comité de sûreté générale, ("Comité van algemene veiligheid"), actief in de periode 1793 - 1794. De mannelijke hoofdpersoon in het verhaal had daarin een administratieve functie, maar was als zodanig wel betrokken bij de onthoofding onder de guillotine van zogenaamde rebellen.

## Het verhaal
Te midden van de drukte vanwege de aanwezigheid van de hofhouding arriveert onopgemerkt een man van middelbare leeftijd in de stad, die op zoek gaat naar goedkoop onderdak en mogelijk een baantje als leraar Frans, waarnaar tijdens de periode van vrede een behoorlijke vraag is. Tijdens zijn zoektocht wordt hij herkend door een zekere Mademoiselle V, die gouvernante is in het gezin van generaal Newbold. Zij schrikt van die gebeurtenis zodanig dat zij flauwvalt. Hij heeft echter geen idee wie zij is en helpt haar zo goed als mogelijk. Kort daarop zoekt hij haar op om te vragen hoe het met haar gaat. Dan wordt duidelijk dat zij in hem de man heeft herkend die een groot deel van haar familie, onder wie haar vader, broer en oom, naar de guillotine heeft gestuurd. Hij ontkent dat niet en betuigt zijn spijt over haar leed, maar geeft ook aan dat het destijds ging om een gewetenszaak en dat hij er zelf niet beter van geworden is. Hijzelf is nu ook verraden en verarmd en zonder vrienden in een vreemd land. Vervolgens ontmoeten de twee elkaar diverse malen op afstand en in een enkel geval van dichtbij, maar de verhouding blijft afstandelijk, al merkt zij wel op dat de man in zeer verarmde omstandigheden verkeert. Als hij ziek wordt vraagt hij haar om hem als landgenote een kleine dienst te bewijzen voor het geval hij mocht overlijden. Schoorvoetend geeft zij hieraan toe, geleidelijk tot de erkenning gekomen dat de man destijds uit principiële motieven moet hebben gehandeld, maar hij betuigt nog altijd geen spijt. Langzaam maar zeker herstelt hij, maar als de tijd verstrijkt neemt ook de vijandigheid ten opzichte van Fransen weer toe. Als de koning met zijn gevolg opnieuw de stad aandoet wordt de bewaking verscherpt en worden Franse burgers met meer wantrouwen bejegend. Tot haar niet geringe verbazing vraagt de man haar ten huwelijk, om daarna samen het land te verlaten, mogelijk naar Quebec. Zij weigert zijn aanbod als vanzelfsprekend, maar als hij aanhoudt voelt zij haar afkeer afbrokkelen. Uiteindelijk voelt hij zich gedwongen te vertrekken en na een laatste poging geeft zij toe aan zijn avances. Een brief van een landgenote die in vergelijkbare omstandigheden verkeert en een nachtmerrie waarin zij haar onthoofde familieleden ziet passeren doet haar weer van gedachten veranderen. Zij heeft haar baan inmiddels opgezegd en ziet geen andere optie meer dan te vluchten. Zij pakt haar spullen, laat een briefje achter op de plek waar zij met de man heeft afgesproken en neemt een koets in de richting van Londen. Onderweg denkt zij opnieuw over haar situatie na en op een impuls verlaat zij het rijtuig bij een stopplaats en keert terug naar Budmouth. Daar treft ze een brief aan van de man waarin hij aangeeft haar twijfels wel te begrijpen en dat het verleden mogelijk tussen hen in zal blijven staan. Hij laat haar daarom vrij en neemt afscheid. Terugdenkend aan haar onderbroken reis beseft zij nu dat zij op het dak van de koets een haar bekende figuur heeft zien zitten. Onbewust van elkaars aanwezigheid hadden beiden hetzelfde vervoermiddel gekozen. Mademoiselle V krijgt haar betrekking als gouvernante terug en zal dat beroep blijven uitoefenen tot zij in de jaren 1820 op middelbare leeftijd overlijdt.